# رادیو مریوان
رادیو مریوان (رادیو شهری مریوان) یکی از رادیوهای زیرمجموعهٔ صدا و سیمای کردستان است. این رادیو روزانه بین ۳ تا ۴ ساعت برنامه به زبان کردی سورانی و زبان هورامی(گورانی)پخش می‌کند. این رادیو شهرهای مریوان، پاوه، سنندج و مناطق مجاور مرز ایران و عراق (اورامانات)را پوشش می‌دهد.

## تاریخچه
رادیو و تلویزیون ملی ایران فعالیت رسمی رادیو مریوان را در سال ۱۳۵۲ با هدف پوشش مناطق کردنشین ایران و عراق، با نصب چهار دستگاه فرستنده ده کیلوواتی به‌صورت برون‌مرزی آغاز کرد. با توجه به اینکه بیشتر مناطق تحت‌پوشش یعنی مریوان، پاوه، حلبچه و… به زبان هورامی تکلم می‌کردند، برنامه‌ها عمدتاً به این زبان تولید و پخش می‌شد.
از سال ۱۳۵۳ بنا به درخواستهای مردم سورانی زبان منطقه مریوان، زمان این برنامه‌ها از دو ساعت به چهار ساعت با گویش‌های سورانی و اورامی تهیه و پخش می‌شد این روال تا سال ۱۳۵۸ و اوایل انقلاب ادامه داشته و با پیروزی انقلاب این برنامه‌ها،تنها به یک ساعت و نیم برنامه هورامی کاهش یافت.
رادیو مریوان تا ۱۳۶۲ با همان یک ساعت و نیم برنامه هورامی به فعالیت خود ادامه داد و در همان سال با بمباران شدید مریوان توسط نیروهای عراق و تخلیه شهر، فعالیت این رادیو به حالت تعلیق درآمده و ایستگاه‌های رادیویی تنها به رله برنامه‌های رادیو ایران می‌پرداختند. از سال ۱۳۸۶ برنامه‌های این رادیو با اجرا و موضوعات جذاب و مختلف از سر گرفته شد.